# 高金妣
高金妣（1939年—2024年），阿美族里漏部落（Lidaw）祭師（Sikawasay），靈名Hakat，法定民俗類文化資產「花蓮縣吉安鄉東昌村阿美族里漏部落巫師祭儀」保存者。2024年6月29日辭世，文化部表示將頒贈旌揚狀予以表彰。